# Final Battle (2021)
Pour les articles homonymes, voir Final Battle.
L'édition 2021 de Final Battle est une manifestation de catch (lutte professionnelle) en paiement à la séance, produite par la fédération américaine Ring of Honor (ROH), initialement diffusée en haute définition et en direct sur le câble et via satellite, aux États-Unis. Elle est également disponible en ligne, sur le site d'hébergement de vidéos FiteTV. Le pay-per-view (PPV) s'est déroulé le 11 décembre 2021 au Baltimore dans le Maryland. Ce pay-per-view est considéré comme l'un des plus gros succès de la fédération. Pour cette 20e édition de Final Battle.

## Contexte
Les spectacles de la Ring of Honor en paiement à la séance sont constitués de matchs aux résultats prédéterminés par les scénaristes de la ROH. Ces rencontres sont justifiées par des storylines - une rivalité avec un catcheur, la plupart du temps - ou par des qualifications survenues au cours de shows précédant l'évènement. Tous les catcheurs possèdent un gimmick, c'est-à-dire qu'ils incarnent un personnage face (gentil) ou heel (méchant), qui évolue au fil des rencontres. Un pay-per-view comme Final Battle est donc un événement tournant pour les différentes storylines en cours.

## Tableau des matches
| Ordre par numéros | Résultat | Stipulation(s)                                                          | Temps |
| --- | --- | ----------------------------------------------------------------------- | ----- |
| 1P | The Righteous (Vincent, Bateman et Dutch) (avec Vita VonStarr) battent Shane Taylor Promotions (Kaun, Moses et O'Shay Edwards) (avec Ron Hunt) (c)                 | Six man tag team match pour les ROH World Six-Man Tag Team Championship | 10:00 |
| 2P | Miranda Alize and The Allüre (Angelina Love et Mandy Leon) battent Chelsea Green et The Hex (Allysin Kay et Marti Belle)                                           | Six-woman tag team match                                                | 6:50  |
| 3P | P.J. Black, Flip Gordon, Brian Milonas, Beer City Bruiser et World Famous CB battent LSG, Sledge, Max the Impaler, Demonic Flamita et Will Ferrara (avec Amy Rose) | 10-man tag team match                                                   | 10:20 |
| 4 | Dragon Lee bat Rey Horus | Match simple                                                            | 11:20 |
| 5 | Rhett Titus bat Dalton Castle (c), Silas Young et Joe Hendry | Four Corner Survival match pour le ROH World Television Championship    | 8:15  |
| 6 | Josh Woods (c) defeated Brian Johnson | Pure Wrestling Rules match pour le ROH Pure Championship                | 12:58 |
| 7 | Shane Taylor bat Kenny King | Fight Without Honor                                                     | 18:00 |
| 8 | Rok-C (c) bat Willow Nightingale | Match simple pour le ROH Women's World Championship                     | 9:50  |
| 9 | VLNCE UNLTD (Brody King, Homicide et Tony Deppen) et Rocky Romero (avec Chris Dickinson) battent EC3, Eli Isom, Taylor Rust et Tracy Williams                      | Eight-man tag team match                                                | 14:45 |
| 10 | The Briscoe Brothers (Jay Briscoe et Mark Briscoe) battent The OGK (Matt Taven and Mike Bennett) (c) (avec Maria Kanellis)                                         | Tag Team match pour les ROH World Tag Team Championship                 | 15:40 |
| 11 | Jonathan Gresham bat Jay Lethal par soumssion | Match simple pour le ROH World Championship vacant                      | 15:35 |
| La lettre C placée entre parenthèses désigne la personne ou l’équipe championne en titre. P – indique que le match a eu lieu lors du pré-show | |                                                                         |       |